# Kantorowicz-Affäre
Als Kantorowicz-Affäre wird ein antisemitischer Zwischenfall in Berlin 1880/81 bezeichnet. 
Am 8. November 1880 provozierten Bernhard Förster und Carl Jungfer, beide Gymnasiallehrer und bekannte Antisemiten der „Berliner Bewegung“, gezielt jüdische Fahrgäste einer Berliner Pferdebahn durch antisemitische Äußerungen. Daraufhin kam es zum offenen Streit mit dem jüdischen Spirituosenfabrikanten Edmund Kantorowicz, der in einem Handgemenge endete. Förster und Jungfer zeigten Kantorowicz wegen Körperverletzung an. Dieser antwortete mit einer Duellforderung, die von Förster aber zurückgewiesen wurde, da sein Gegner nicht satisfaktionsfähig sei. Unterstützung erhielt er dabei von der konservativen und antisemitischen Presse, die auf angebliche Unregelmäßigkeiten in Kantorowicz’ Geschäftspraktiken verwies und ihn als „Schnapsjuden“ bezeichnete. Am 30. August 1881 endete der Prozess gegen Kantorowicz mit einem Schuldspruch und einer einmonatigen Gefängnisstrafe. Allerdings stellte das Gericht fest, dass Förster und Jungfer den Angeklagten provoziert hätten. Im Berufungsverfahren wurde Kantorowicz dann nur noch eine Geldstrafe von 100 Mark auferlegt. Bernhard Förster – der Schwager Friedrich Nietzsches – und Carl Jungfer wurden wegen ihres Verhaltens aus dem Schuldienst entlassen, Förster verlor außerdem seinen Offiziersrang.
Der Kantorowicz-Affäre wurde vor dem Hintergrund der Agitation der „Berliner Bewegung“ und der 1880/81 laufenden Antisemitenpetition politische Bedeutung beigemessen. Sie wurde in der Tagespresse, im Berliner Stadtrat und im preußischen Abgeordnetenhaus thematisiert und spaltete die Öffentlichkeit in zwei Lager. Die Affäre war symptomatisch für den in dieser Zeit um sich greifenden Radau-Antisemitismus. Durch gezielt provozierte Skandale und Affären versuchten Antisemiten wie Förster und Jungfer, das aus ihrer Sicht „verjudete“ Berliner Establishment (insbesondere den Stadtrat mit seiner linksliberalen Mehrheit) anzugreifen.